# İnandıkvase
Die so genannte İnandıkvase ist ein in İnandıktepe in der Türkei gefundenes hethitisches Kultgefäß aus dem Ende des 17. Jahrhunderts v. Chr. und stammt aus einem lokalen Tempel. Sie ist heute im Museum für anatolische Zivilisationen in Ankara ausgestellt. Sie hat eine reliefierte und bemalte Oberfläche.  Die Bilder zeigen ein althethitisches Festritual mit Opfer- und Musikszenen. Die Vase ist somit ein wichtiges Zeugnis für hethitische Religion und hethitische Musik. Vergleichbare Vasen stammen aus Hüseyindede, Eskiyapar und Bitik. Von letzteren beiden sind allerdings nur Fragmente erhalten.

## Beschreibung und Deutung
Das 82 cm hohe Prunkgefäß zeigt vier Reliefstreifen. Das unterste Register zeigt nach der Deutung von Volkert Haas die Vorbereitungen für ein Festritual. An einem kleinen Tisch oder Altar sitzen sich zwei Männer gegenüber, die ein Trankopfer vornehmen, vor ihnen ist ein Musiker, der eine Leier spielt, gefolgt von einer großen Standleier, welche von zwei Musikern gleichzeitig gespielt wird. Ein weiterer Musiker spielt eine Laute. Im zweiten Fries libiert ein Mann vor einer sitzenden Person, hinter ihm stehen ein Leierspieler und ein Kind. Rechts davon bewegen sich mehrere Personen mit Opfergaben auf einen Stier zu, der auf einem Podest steht. Dieser dürfte wohl den lokalen Wettergott darstellen. Vor diesem schlachtet der Küchenmeister einen Stier, wie es in hethitischen Ritaueln beschrieben wurde. Demnach dürfte der hinter ihm stehende Mann der König sein, dem ein Leierspieler folgt. Im dritten Register schreiten zwei beckenspielende Frauen und ein Leierspieler sowie verschiedene Kultfunktionäre auf ein Paar zu, möglicherweise das Königspaar, das auf einer Ruheliege sitzt. Davor stehen ein Altar und ein Podest mit kleinen Statuetten. Auf dem obersten Fries vollzieht ein Paar, wohl das Königspaar, den Geschlechtsakt, vermutlich den Hieros Gamos. Auch dieser Festakt wird mit Musik begleitet, eine Laute, eine Leier und vier Frauen mit Becken, zudem sind zwei akrobatische Tänzer abgebildet. Alle Teile des Geschehens sind in hethitischen Kultbeschreibungen gut bezeugt mit Ausnahme des Geschlechtsaktes.
Während Volkert Haas den Hieros Gamos als (nicht bezeugter) Bestandteil des im Frühling gefeierten purulliya-Festes betrachten möchte, deutet H.A. Hoffner die Szene als gewöhnliches Hochzeitsfest. Die Deutung als Heilige Hochzeit wird auch von Maciej Popko angezweifelt.

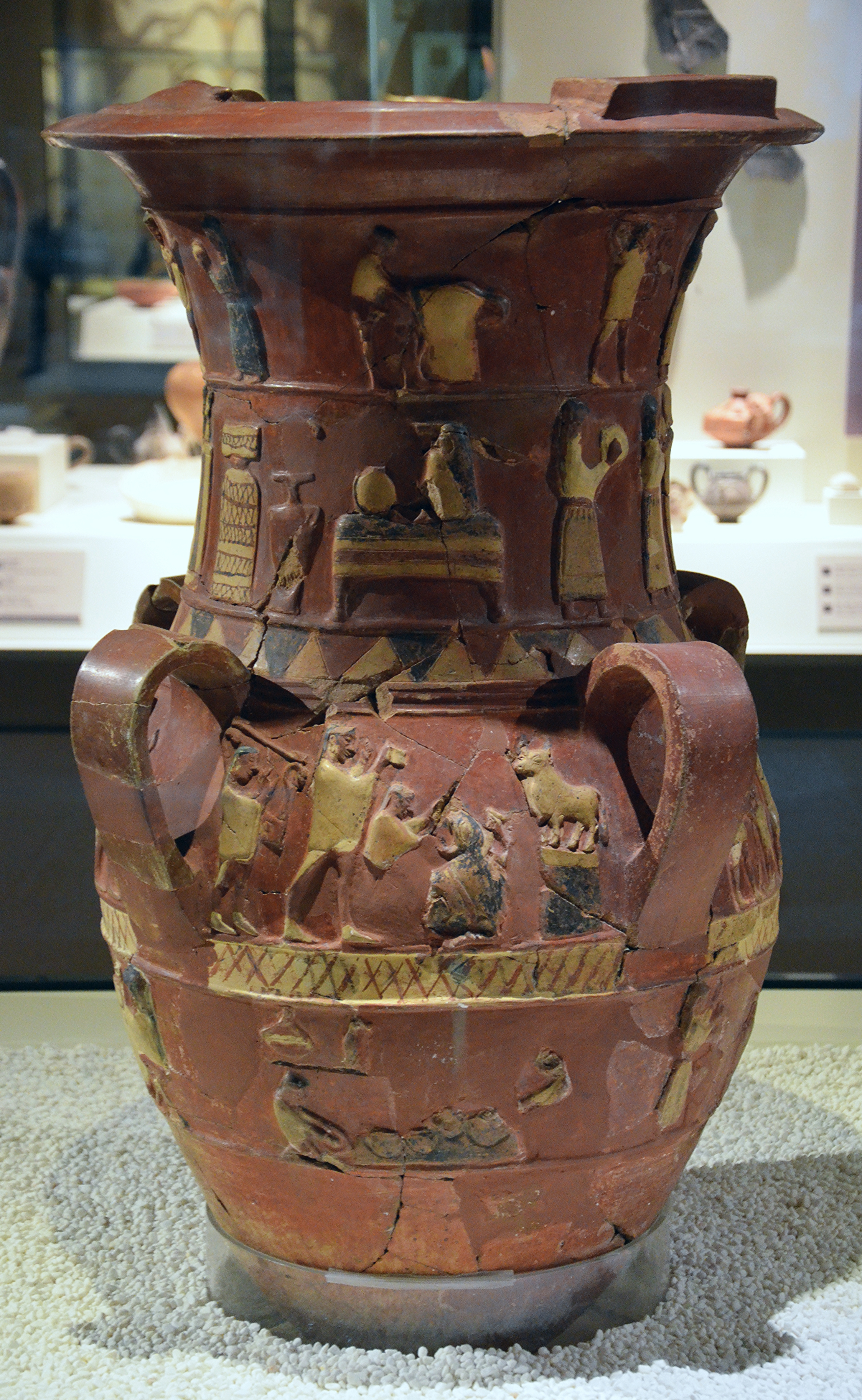
Die İnandıkvase
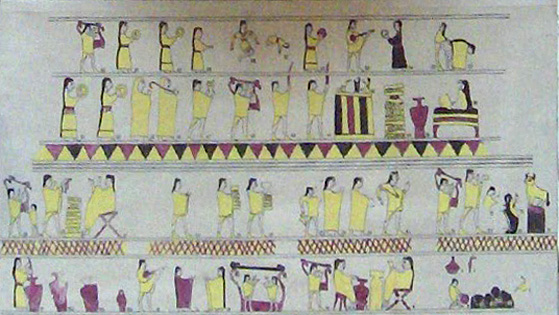
Umzeichnung der Darstellungen auf der Vase